# Ilario Monterisi
Ilario Monterisi (Trani, 19 dicembre 2001) è un calciatore italiano, difensore del Frosinone.

## Carriera
Nato a Trani (BT) in Puglia è cresciuto nei settori giovanili di Bari e Lecce, esordisce tra i professionisti il 2 agosto 2020 con la maglia del Lecce, entrando al 91' nella partita di Serie A persa per 3-4 contro il Parma. Il 31 agosto 2021 si trasferisce a titolo temporaneo al Catanzaro, facendo tuttavia ritorno al Lecce nel successivo mese di gennaio dopo aver collezionato soltanto tre presenze e un gol con i calabresi in Coppa Italia Serie C passando quindi di nuovo in prestito alla Fidelis Andria fino a fine stagione.
Il 1º luglio 2022 viene ceduto al Frosinone, con cui conquista la promozione nella massima serie, segnando un gol fondamentale al 95' nella partita pareggiata per 1-1 in casa del Südtirol. Il 14 luglio 2023 viene acquistato a titolo definitivo dal club ciociaro, con cui firma un quadriennale. Il 26 agosto segna la prima rete in Serie A, in occasione dell'incontro vinto per 2-1 contro l'Atalanta. Il 26 novembre segna al 94' il gol che consente il successo in casa contro il Genoa. 

## Statistiche

### Presenze e reti nei club
Statistiche aggiornate al 13 maggio 2025.
| Stagione         | Squadra          | Campionato       | Campionato | Campionato | Coppe nazionali | Coppe nazionali | Coppe nazionali | Coppe continentali | Coppe continentali | Coppe continentali | Altre coppe | Altre coppe | Altre coppe | Totale | Totale |
| Stagione         | Squadra          | Comp             | Pres       | Reti       | Comp            | Pres            | Reti            | Comp               | Pres               | Reti               | Comp        | Pres        | Reti        | Pres   | Reti   |
| ---------------- | ---------------- | ---------------- | ---------- | ---------- | --------------- | --------------- | --------------- | ------------------ | ------------------ | ------------------ | ----------- | ----------- | ----------- | ------ | ------ |
| 2019-2020        | Lecce            | A                | 1          | 0          | CI              | 0               | 0               | -                  | -                  | -                  | -           | -           | -           | 1      | 0      |
| 2020-2021        | Lecce            | B                | 0          | 0          | CI              | 0               | 0               | -                  | -                  | -                  | -           | -           | -           | 0      | 0      |
| Totale Lecce     | Totale Lecce     | Totale Lecce     | 1          | 0          |                 | 0               | 0               |                    | -                  | -                  |             | -           | -           | 1      | 0      |
| 2021-gen. 2022   | Catanzaro        | C                | 0          | 0          | CI+CI-C         | 0+3             | 0+1             | -                  | -                  | -                  | -           | -           | -           | 3      | 1      |
| gen.-giu. 2022   | Fidelis Andria   | C                | 15+2       | 1          | CI-C            | 1               | 0               | -                  | -                  | -                  | -           | -           | -           | 18     | 1      |
| 2022-2023        | Frosinone        | B                | 11         | 1          | CI              | 0               | 0               | -                  | -                  | -                  | -           | -           | -           | 11     | 1      |
| 2023-2024        | Frosinone        | A                | 24         | 2          | CI              | 3               | 0               | -                  | -                  | -                  | -           | -           | -           | 27     | 2      |
| 2024-2025        | Frosinone        | B                | 35         | 1          | CI              | 1               | 0               | -                  | -                  | -                  | -           | -           | -           | 36     | 1      |
| Totale Frosinone | Totale Frosinone | Totale Frosinone | 70         | 4          |                 | 4               | 0               |                    | -                  | -                  |             | -           | -           | 74     | 4      |
| Totale carriera  | Totale carriera  | Totale carriera  | 86+2       | 5          |                 | 8               | 1               |                    | -                  | -                  |             | -           | -           | 96     | 6      |

## Palmarès

### Club

#### Competizioni nazionali
- Campionato italiano di Serie B: 1

Frosinone: 2022-2023